# Aleksandr Parygin
Aleksandr Władimirowicz Parygin (kaz./ros. Александр Владимирович Парыгин; ur. 25 kwietnia 1973 w Ałmaty) – kazachski pięcioboista nowoczesny. 
Złoty medalista letnich igrzysk olimpijskich w Atlancie. Na igrzyskach w Atenach reprezentował Australię (zajął 27. miejsce).